# Săhăteni, Buzău
Săhăteni este satul de reședință al comunei cu același nume din județul Buzău, Muntenia, România. Se află în sud-vestul județului, la limita cu județul Prahova.

## Geografia
Localitatea se află în nordul comunei, în extremitatea vestică a județului, în câmpia piemontană de la poalele dealurilor Istriței, de-a lungul șoselei naționale Ploiești–Buzău (DN1B/E577) și al căii ferate dintre cele două orașe.
Cel mai apropiat oraș este Mizil, la 7 km; reședința județului, Buzău, se află la 26 km, iar Ploieștiul la 40 km.

## Istoric
În Marele Dicționar Geografic al Romîniei din 1902, se arată că satul datează dinainte de începutul secolului al XIX-lea. La data scrierii dicționarului, el era împărțit în două cătune, Săhătenii de Sus și Săhătenii de Jos, și făcea partea din comuna Găgeni-Vintileanca.
În 1872 s-a deschis calea ferată București–Galați–Roman, iar în Săhăteni s-a înființat gara Vintileanca. Accidentul feroviar care a avut loc în această gară la 4 iulie 1923, când un tren de persoane s-a ciocnit cu un marfar, s-a soldat cu zeci de morți; vinovat a fost găsit acarul Păun, un mărunt lucrător feroviar, dar sentimentul general este că adevărații vinovați sus-puși au scăpat basma curată, iar numele de acarul Păun a rămas încă sinonimă cu noțiunea de țap ispășitor.

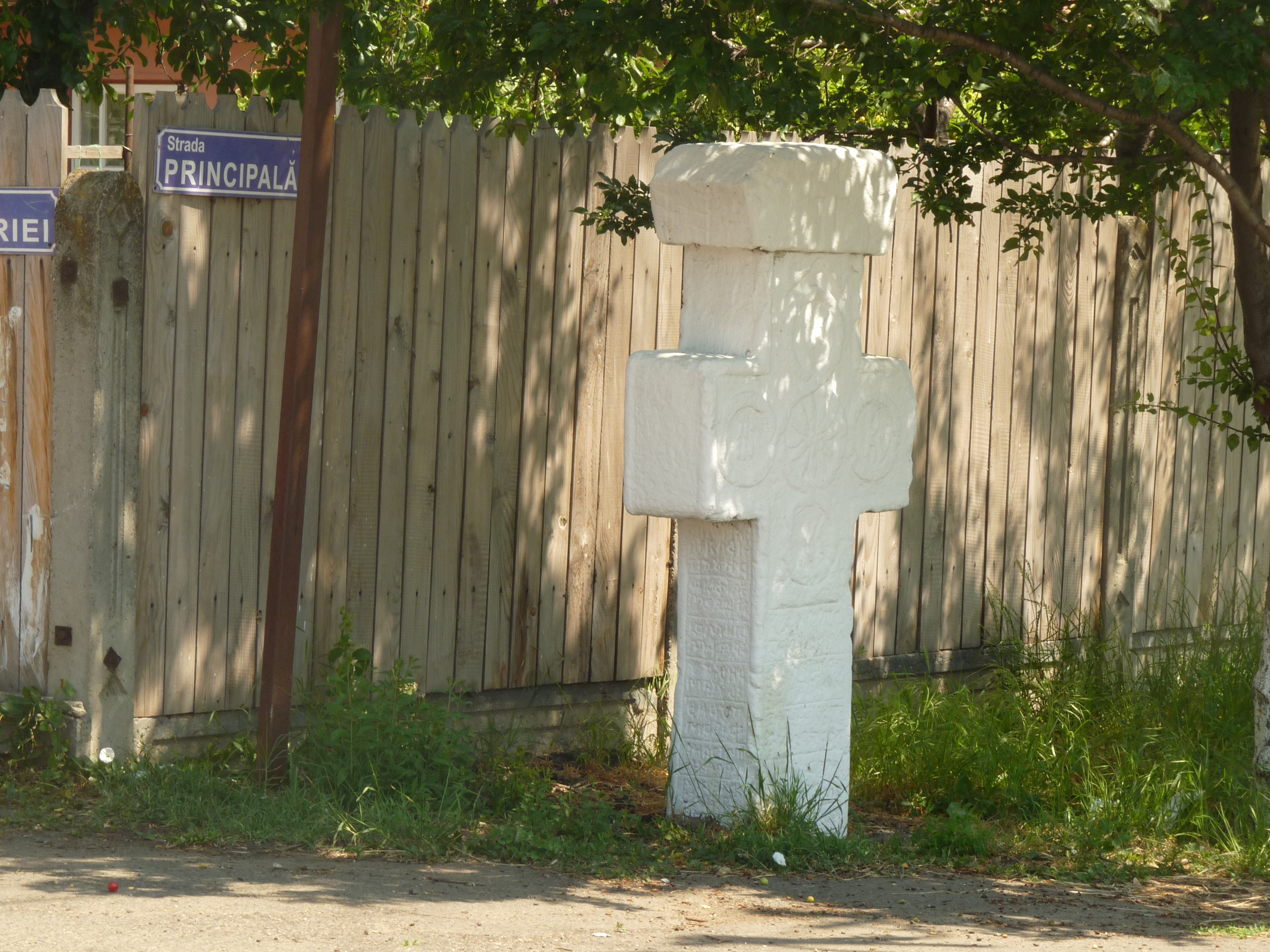
Crucea ce marchează locul evenimentelor din vara lui 1945

Al Doilea Război Mondial a fost o perioadă cu mari evenimente în istoria satului. Operațiunea Tidal Wave, anglo-americană, îndreptată împotriva Ploieștiului, a dus la lupte aeriene în zona localității. În iunie 1944, un avion american a fost doborât, iar echipajul s-a parașutat într-un lan de porumb de lângă Săhăteni. Cei șapte americani au fost prinși de paznicii islazului și predați jandarmilor. Fiica moșierului Gheorghe Hariton, singura vorbitoare de engleză din zonă, a servit drept interpret. O patrulă militară germană a sosit de la Ploiești și a cerut să-i fie predați prizonierii. Jandarmii locali și locuitorii satului au refuzat să-i lase pe naziști să ajungă la americani. În cele din urmă, prizonierii au fost luați în custodie de armata română, care după două luni a devenit aliată a Statelor Unite.
După întoarcerea armelor împotriva Germaniei Naziste de către România la 23 august 1944, armata sovietică a înaintat dinspre Moldova către București, fără opoziție. Conform convenției de armistițiu, Armata Roșie trebuia întâmpinată cu armele depuse jos. Oficialitățile au decis însă ca noilor aliați să li se dea onorul de către elevii școlii premilitare cu niște puști de lemn. De la distanță, sovieticii nu au observat că puștile nu sunt adevărate și au tras cu tunurile de la tanc, ucigând 9 persoane. Realizând în final greșeala, sovieticii l-au găsit vinovat pe șeful de post Ion Stoica, pe care l-au torturat și l-au executat. O cruce de piatră din sat amintește de violentul eveniment din 1944.